# Gianmarco Tamberi
Gianmarco Tamberi (Civitanova Marche, 1 de junho de 1992) é um atleta italiano, campeão olímpico e mundial do salto em altura.
Treinado pelo pai, Marco Tamberi, ex-recordista italiano em pista coberta, foi campeão mundial em pista coberta no início de 2016, no Mundial indoor realizado em Portland, nos Estados Unidos. Pouco antes da Rio 2016, Tamberi fraturou o tornozelo ficando impossibilitado de competir no Rio de Janeiro. A contusão faz o atleta entrar em depressão, acreditando que não mais poderia saltar. Foi ajudado psicologicamente no processo de recuperação por outro saltador, o qatari Mutaz Essa Barshim, com quem viveria um momento inusitado cinco anos depois, em outra Olimpíada.
Em Tóquio 2020, os Jogos Olímpicos realizados em 2021 por causa da pandemia de Covid-19, Tamberi e Barshim voltariam a se encontrar numa decisão. Os dois foram os únicos saltadores que sobraram na prova após a altura de 2,37 m e ambos falharam em saltar 2,39 m;  os dois atletas estavam empatados, pois todos os saltos anteriores tinham sido iguais, com as alturas transpostas com o mesmo número de tentativas. As regras tradicionais do salto em altura impediam que houvesse um empate pela medalha de ouro, sendo os atletas obrigados a um desempate começando pela altura imediatamente abaixo da falhada, até que um deles conseguisse ultrapassar. Entretanto, um novo adendo na regra que entrou em vigor em 2020, possibilitava aos atletas nesta condição que, ao invés de saltos de desempate, eles concordassem em dividir a medalha se desejassem. Tamberi e Bassim desistiram de tentar um desempate e dividiram a medalha de ouro, sendo os dois considerados campeões olímpicos e recebendo cada um uma medalha de ouro, a primeira vez que isto aconteceu em 109 anos nos Jogos Olímpicos. Após a vitória, Tamberi desfilou pelo Estádio Olímpico de Tóquio exibindo a bota de gesso que guardava há cinco anos, e que serviu para proteger seu tornozelo durante a recuperação na época.
Em Budapeste 2023 conquistou seu primeiro título de campeão mundial ao ar livre, deixando seu adversário e amigo Barshim com o bronze.
Em Paris 2024, sofrendo com contusões e problemas de cólicas renais desde o começo do ano, que o levaram a vomitar sangue antes da final dos Jogos, ele conseguiu saltar apenas 2,22 m sendo retirado da pista em cadeira de rodas. 